# Electorado del Palatinado

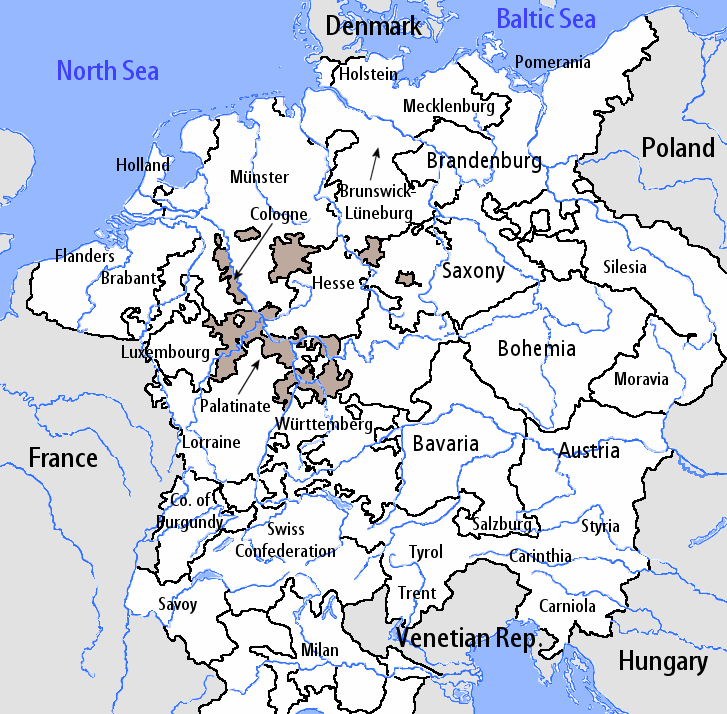
Círculo electoral del Rin (Kurrheinischer Reichskreis), circunscripción creada en 1512, que englobaba al Palatinado electoral y a otros nueve estados.

Subdivisiones políticas (Stadtämer y Oberämber) del Palatinado electoral en 1789. Stadtämter: 1 Frankenthal, 2 Mannheim, 3 Heidelberg. Oberämter: 4 Alzey, 5 Bacharach, 6 Germersheim, 7 Kreuznach, 8 Neustadt, 9 Lautern, 10 Lauterecken, 11 Oppenheim, 12 Simmern, 13 Stromberg, 14 Veldenz, 15 Boxberg, 16 Bretten, 17 Heidelberg, 18 Ladenburg, 19 Lindenfels, 20 Mosbach, 21 Otzberg, 22 Umstadt.

Armas del Erztruchseß o Archidapifer ("mayordomo" o "senescal del arco"), oficio imperial que correspondía al elector palatino.

El condado Palatino del Rin o Palatinado (en alemán: Pfalz) es la denominación histórica del territorio del conde palatino (Pfalzgraf), un título que pertenecía a un príncipe secular del Sacro Imperio Romano Germánico (Reichfürst), desde el siglo XIII vinculado a la Casa de Wittelsbach, y al que se confirió la condición de príncipe elector (Kurfürst). El Electorado del Palatinado o Palatinado Electoral (Kurpfalz) es la denominación del territorio de ese príncipe, que fue de hecho un Estado independiente hasta 1803. La capital fue primero Heidelberg y luego, a partir de 1720, Mannheim. Como entidad territorial era una agregación de dominios espacialmente discontinuos.
El Palatinado está dividido en dos grandes zonas marcadamente diferenciadas y en discontinuidad territorial: Bajo Palatinado o Palatinado Inferior (Niederpfalz, también llamado Palatinado Renano —Rheinpfalz—) y el Alto Palatinado o Palatinado Superior (Oberpfalz).
El Bajo Palatinado o Palatinado Renano (que no debe confundirse con la más extensa región de Renania, en la que se integra) incluye ambas riberas del río Rin en su curso medio, entre sus tributarios Meno (Main) y Neckar. Sus paisajes naturales y su clima relativamente suave, que le permite ser una región vinícola; comparados con los de la región italiana de la Toscana, hacen que se le denomine turísticamente como "la Toscana alemana".
El Alto Palatinado está al este de Baviera, fronterizo con Chequia, y es una región más montañosa y relativamente menos poblada.
En la organización territorial de Alemania actual, el Bajo Palatinado forma parte del estado federado (Bundesland) de Renania-Palatinado (Rheinland-Pfalz), cuya capital es Maguncia (Mainz), mientras que el Alto Palatinado es una de las siete regiones administrativas (Regierungsbezirk) en que está dividido el "Estado Libre de Baviera" (Freistaat Bayern), otro de los länder o estados federados alemanes, con capital en Ratisbona (Regensburg).
El gentilicio del Palatinado es "palatino" (pfälzisch), denominación que también se da a la variedad dialectal del idioma alemán de esta región.

## Historia
En el siglo X existía un Condado Palatino de Lotaringia, que en el siglo XI pasó a formar parte de los territorios gobernados por los ezónidas (Ezzonen), cuya zona central incluía Colonia y Bonn, llegando desde el río Mosela hasta el río Nahe, y por el sur hasta Alzey. A la muerte del último Ezzónida (Hermann II de Lotaringia, 1085), las tierras sobre las que el conde palatino ejercía su autoridad se redujeron a las más cercanas al Rin, con lo que su denominación pasó a identificarse con este río. El primer conde palatino del Rin fue Conrado I en 1156, hermano de Federico Barbarroja (Casa de Hohenstaufen).
El condado pasó en 1159 a la Casa de Welf (Güelfos), y en el siglo XIII a la Casa de Wittelsbach (que eran también duques y condes palatinos de Baviera); en ambos casos por matrimonio de herederas femeninas. La división de la herencia de Luis II, duque de Baviera en 1294 conformó un territorio compuesto por las tierras del antiguo palatinado del Rin junto al antiguo Nordgau de Baviera (el territorio al norte del Danubio), con centro en la ciudad de Amberg, con lo que este territorio antes bávaro se pasó a denominar Oberpfalz ("Alto Palatinado") para diferenciarlo del Niederpfalz ("Bajo Palatinado" o Palatinado renano); aunque estas denominaciones no se hicieron comunes hasta el siglo XVI.
El Tratado de Pavía de 1329 volvió a afectar a la región, otorgándola a los hijos del emperador Luis IV (también de la casa Wittelsbach: Rodolfo II "el ciego" y Roberto I "el rojo"), que compartieron título y territorio hasta la muerte de Rodolfo en 1353, momento a partir del cual Roberto ejerció como único conde palatino. La Bula de Oro de 1356 determinó su condición electoral. El conde pasó a denominarse Elector del Palatinado o Elector Palatino (Kurfürst von der Pfalz en alemán, Palatinus elector en latín) y a ostentar el hereditario oficio de corte imperial de "mayordomo" o "senescal del arco" (Erztruchseß en alemán y Archidapifer en latín) y la condición de vicario imperial (Reichsverweser) de Franconia, Suabia, el Rin y Alemania meridional.
La práctica de dividir territorios con las herencias produjo la existencia de varias ramas Wittelsbach, con sedes en Simmern, Kaiserslautern y Zweibrücken (Bajo Palatinado), Neoburgo y Sulzbach (Alto Palatinado). El título de Elector Palatino recaía en quien heredara Heidelberg.
Con la Reforma protestante, los electores palatinos (Luis V, Federico II y Otón Enrique) se posicionaron contra el emperador Carlos V y el bando católico (guerra de Esmalcalda), apoyando el luteranismo en los años 1530 y 1540 y el calvinismo en los años 1550. Con la extinción de la rama principal de la familia en 1559, el Electorado pasó a Federico III "el Piadoso" (de la rama Palatinado-Simmern), un calvinista radical que convirtió el Palatinado en uno de los principales centros calvinistas de Europa, y apoyo esencial para los hugonotes franceses (guerras de religión de Francia) y los rebeldes de los Países Bajos (guerra de los Ochenta Años).
La Campaña del Palatinado fue uno de los episodios principales de la guerra de los Treinta Años (1620-1623). El conde Federico V había aceptado el título de Rey de Bohemia que le ofrecieron los rebeldes bohemios. Tal apoyo le costó la invasión del alto palatinado en el verano de 1621 y su deposición de su dignidad electoral, que le fue asignada junto con el territorio a los duques de Baviera, situación que se consolidó en la Paz de Westfalia (1648). Aunque el hijo de Federico, Carlos Luis, fue restaurado como conde palatino, su territorio se restringió al Bajo Palatinado, y su condición electoral pasó a ser inferior en precedencia a la de los demás electores.
En 1685 se extinguió la línea Simmern, y el condado palatino pasó a Felipe Guillermo de Neoburgo, duque de Jülich y Berg (de la rama Palatinado-Neoburgo). El siguiente conde, Juan Guillermo (1690-1716), trasladó la capital a Düsseldorf, tras lo que volvió a Heidelberg (1718) y se terminó fijando en Mannheim (1720).
En 1742 el condado fue heredado por Carlos Teodoro (de la rama Palatinado-Sulzbach), que en 1777 también heredó el ducado y electorado de Baviera. Ambos electorados fueron unificados, al considerarse un solo voto. El siguiente conde palatino, Maximiliano José, duque de Zweibrücken, unificó todos los territorios gobernados por los Wittelsbach en 1799, en el contexto de las guerras revolucionarias francesas, que habían supuesto que los territorios al oeste del Rin fueran anexionados por la República francesa. Por su parte, los situados al este del Rin fueron anexionados por el Margrave de Baden en 1803. La disolución del Sacro Imperio en 1806 (durante las guerras napoleónicas) supuso la definitiva desaparición de los títulos del condado palatino y la dignidad electoral.
En 1763, por invitación de Catalina II "La Grande" de Rusia, comenzó un movimiento migratorio de cierta importancia (se mantuvo durante unos cien años), protagonizado por campesinos del Palatinado y otras regiones alemanas: los que luego serían conocidos como alemanes del Volga.

#### Particiones del Palatinado bajo el gobierno de la casa Wittelsbach
En el cuadro que sigue se muestran todas las particiones que experimentó el Palatinado a lo largo de su historia.
| Condado Palatino del Rín (1214-1356)                                |                                                                                 |                                                 |                                                 |                                                 |                                                                |                                                                |                                                                |                                                                |                                                                |                                                                |                                                                |                                                                |                                                                |                                                                |                                                                |                                                                |                                                                |                                                                |                                                                |                                                                |                                                                |                                                                |                                                                |                                                                |                                                                |
| Primer Electorado Palatino, 1356-1648) (línea principal, 1356-1559) |                                                                                 |                                                 |                                                 |                                                 |                                                                |                                                                |                                                                |                                                                |                                                                |                                                                |                                                                |                                                                |                                                                |                                                                |                                                                |                                                                |                                                                |                                                                |                                                                |                                                                |                                                                |                                                                |                                                                |                                                                |                                                                |
|                                                                     |                                                                                 |                                                 | Neumarkt (1410-1448)                            | Mosbach (1410-1490)                             | Simmern (1.ª creación, 1410-1598) Simmern-Sponheim, 1559-1598) | Simmern (1.ª creación, 1410-1598) Simmern-Sponheim, 1559-1598) | Simmern (1.ª creación, 1410-1598) Simmern-Sponheim, 1559-1598) | Simmern (1.ª creación, 1410-1598) Simmern-Sponheim, 1559-1598) | Simmern (1.ª creación, 1410-1598) Simmern-Sponheim, 1559-1598) | Simmern (1.ª creación, 1410-1598) Simmern-Sponheim, 1559-1598) | Simmern (1.ª creación, 1410-1598) Simmern-Sponheim, 1559-1598) | Simmern (1.ª creación, 1410-1598) Simmern-Sponheim, 1559-1598) | Simmern (1.ª creación, 1410-1598) Simmern-Sponheim, 1559-1598) | Simmern (1.ª creación, 1410-1598) Simmern-Sponheim, 1559-1598) | Simmern (1.ª creación, 1410-1598) Simmern-Sponheim, 1559-1598) | Simmern (1.ª creación, 1410-1598) Simmern-Sponheim, 1559-1598) | Simmern (1.ª creación, 1410-1598) Simmern-Sponheim, 1559-1598) | Simmern (1.ª creación, 1410-1598) Simmern-Sponheim, 1559-1598) | Simmern (1.ª creación, 1410-1598) Simmern-Sponheim, 1559-1598) | Simmern (1.ª creación, 1410-1598) Simmern-Sponheim, 1559-1598) | Simmern (1.ª creación, 1410-1598) Simmern-Sponheim, 1559-1598) | Simmern (1.ª creación, 1410-1598) Simmern-Sponheim, 1559-1598) | Simmern (1.ª creación, 1410-1598) Simmern-Sponheim, 1559-1598) | Simmern (1.ª creación, 1410-1598) Simmern-Sponheim, 1559-1598) | Simmern (1.ª creación, 1410-1598) Simmern-Sponheim, 1559-1598) |
|                                                                     |                                                                                 |                                                 |                                                 |                                                 | Simmern (1.ª creación, 1410-1598) Simmern-Sponheim, 1559-1598) | Simmern (1.ª creación, 1410-1598) Simmern-Sponheim, 1559-1598) | Simmern (1.ª creación, 1410-1598) Simmern-Sponheim, 1559-1598) | Simmern (1.ª creación, 1410-1598) Simmern-Sponheim, 1559-1598) | Simmern (1.ª creación, 1410-1598) Simmern-Sponheim, 1559-1598) | Simmern (1.ª creación, 1410-1598) Simmern-Sponheim, 1559-1598) | Simmern (1.ª creación, 1410-1598) Simmern-Sponheim, 1559-1598) | Simmern (1.ª creación, 1410-1598) Simmern-Sponheim, 1559-1598) | Simmern (1.ª creación, 1410-1598) Simmern-Sponheim, 1559-1598) | Simmern (1.ª creación, 1410-1598) Simmern-Sponheim, 1559-1598) | Simmern (1.ª creación, 1410-1598) Simmern-Sponheim, 1559-1598) | Simmern (1.ª creación, 1410-1598) Simmern-Sponheim, 1559-1598) | Simmern (1.ª creación, 1410-1598) Simmern-Sponheim, 1559-1598) | Simmern (1.ª creación, 1410-1598) Simmern-Sponheim, 1559-1598) | Simmern (1.ª creación, 1410-1598) Simmern-Sponheim, 1559-1598) | Simmern (1.ª creación, 1410-1598) Simmern-Sponheim, 1559-1598) | Simmern (1.ª creación, 1410-1598) Simmern-Sponheim, 1559-1598) | Simmern (1.ª creación, 1410-1598) Simmern-Sponheim, 1559-1598) | Simmern (1.ª creación, 1410-1598) Simmern-Sponheim, 1559-1598) | Simmern (1.ª creación, 1410-1598) Simmern-Sponheim, 1559-1598) | Simmern (1.ª creación, 1410-1598) Simmern-Sponheim, 1559-1598) |
|                                                                     | Zweibrücken (línea principal, 1459-1661)                                        |                                                 |                                                 |                                                 |                                                                |                                                                |                                                                |                                                                |                                                                |                                                                |                                                                |                                                                |                                                                |                                                                |                                                                |                                                                |                                                                |                                                                |                                                                |                                                                |                                                                |                                                                |                                                                |                                                                |                                                                |
|                                                                     |                                                                                 |                                                 |                                                 |                                                 |                                                                |                                                                |                                                                |                                                                |                                                                |                                                                |                                                                |                                                                |                                                                |                                                                |                                                                |                                                                |                                                                |                                                                |                                                                |                                                                |                                                                |                                                                |                                                                |                                                                |                                                                |
| Neoburgo (1.ª creación, 1505-1557)                                  |                                                                                 |                                                 |                                                 |                                                 |                                                                |                                                                |                                                                |                                                                |                                                                |                                                                |                                                                |                                                                |                                                                |                                                                |                                                                |                                                                |                                                                |                                                                |                                                                |                                                                |                                                                |                                                                |                                                                |                                                                |                                                                |
| Veldenz (1543-1694)                                                 |                                                                                 |                                                 |                                                 |                                                 |                                                                |                                                                |                                                                |                                                                |                                                                |                                                                |                                                                |                                                                |                                                                |                                                                |                                                                |                                                                |                                                                |                                                                |                                                                |                                                                |                                                                |                                                                |                                                                |                                                                |                                                                |
| Parte de Zweibrücken                                                |                                                                                 |                                                 |                                                 |                                                 |                                                                |                                                                |                                                                |                                                                |                                                                |                                                                |                                                                |                                                                |                                                                |                                                                |                                                                |                                                                |                                                                |                                                                |                                                                |                                                                |                                                                |                                                                |                                                                |                                                                |                                                                |
| Electorado Palatino (Línea Simmern, 1.ª creación 1559-1623)         |                                                                                 |                                                 |                                                 |                                                 |                                                                |                                                                |                                                                |                                                                |                                                                |                                                                |                                                                |                                                                |                                                                |                                                                |                                                                |                                                                |                                                                |                                                                |                                                                |                                                                |                                                                |                                                                |                                                                |                                                                |                                                                |
| Neoburgo (2.ª creación, 1569-1685)                                  | Zweibrücken-Vohenstrauss-Parkstein (1569-1597)                                  |                                                 |                                                 |                                                 |                                                                |                                                                |                                                                |                                                                |                                                                |                                                                |                                                                |                                                                |                                                                |                                                                |                                                                | Zweibrücken-Birkenfeld (1569-1731)                             | Zweibrücken-Birkenfeld (1569-1731)                             | Zweibrücken-Birkenfeld (1569-1731)                             | Sulzbach (1.ª creación) (1569-1604)                            |                                                                |                                                                |                                                                |                                                                |                                                                |                                                                |
| Neoburgo (2.ª creación, 1569-1685)                                  | Parte de Neoburgo (1597-1684)                                                   |                                                 |                                                 |                                                 |                                                                |                                                                |                                                                |                                                                |                                                                |                                                                |                                                                |                                                                |                                                                |                                                                |                                                                | Zweibrücken-Birkenfeld (1569-1731)                             | Zweibrücken-Birkenfeld (1569-1731)                             | Zweibrücken-Birkenfeld (1569-1731)                             | Sulzbach (1.ª creación) (1569-1604)                            |                                                                |                                                                |                                                                |                                                                |                                                                |                                                                |
| Neoburgo (2.ª creación, 1569-1685)                                  |                                                                                 |                                                 |                                                 |                                                 |                                                                |                                                                |                                                                |                                                                |                                                                |                                                                |                                                                |                                                                |                                                                |                                                                |                                                                | Zweibrücken-Birkenfeld (1569-1731)                             | Zweibrücken-Birkenfeld (1569-1731)                             | Zweibrücken-Birkenfeld (1569-1731)                             | Sulzbach (1.ª creación) (1569-1604)                            |                                                                |                                                                |                                                                |                                                                |                                                                |                                                                |
| Neoburgo (2.ª creación, 1569-1685)                                  |                                                                                 |                                                 |                                                 |                                                 |                                                                |                                                                |                                                                |                                                                |                                                                |                                                                |                                                                |                                                                | Landsberg (1604-1661)                                          | Kleeburg (1604-1718)                                           | Parte de Neoburgo                                              | Zweibrücken-Birkenfeld (1569-1731)                             | Zweibrücken-Birkenfeld (1569-1731)                             | Zweibrücken-Birkenfeld (1569-1731)                             |                                                                |                                                                |                                                                |                                                                |                                                                |                                                                |                                                                |
| Neoburgo (2.ª creación, 1569-1685)                                  |                                                                                 |                                                 |                                                 | Simmern (2.ª creación, 1610-1674)               |                                                                |                                                                |                                                                |                                                                |                                                                |                                                                |                                                                |                                                                | Landsberg (1604-1661)                                          | Kleeburg (1604-1718)                                           | Parte de Neoburgo                                              | Zweibrücken-Birkenfeld (1569-1731)                             | Zweibrücken-Birkenfeld (1569-1731)                             | Zweibrücken-Birkenfeld (1569-1731)                             |                                                                |                                                                |                                                                |                                                                |                                                                |                                                                |                                                                |
| Neoburgo (2.ª creación, 1569-1685)                                  | Sulzbach (2.ª creación, 1614-1742)                                              |                                                 |                                                 |                                                 |                                                                |                                                                |                                                                |                                                                |                                                                |                                                                |                                                                |                                                                | Landsberg (1604-1661)                                          | Kleeburg (1604-1718)                                           |                                                                | Zweibrücken-Birkenfeld (1569-1731)                             | Zweibrücken-Birkenfeld (1569-1731)                             | Zweibrücken-Birkenfeld (1569-1731)                             |                                                                |                                                                |                                                                |                                                                |                                                                |                                                                |                                                                |
| Neoburgo (2.ª creación, 1569-1685)                                  | Zweibrücken -Birkenfeld -Bischweiler (1615-1671)                                |                                                 |                                                 |                                                 |                                                                |                                                                |                                                                |                                                                |                                                                |                                                                |                                                                |                                                                | Landsberg (1604-1661)                                          | Kleeburg (1604-1718)                                           |                                                                |                                                                |                                                                |                                                                |                                                                |                                                                |                                                                |                                                                |                                                                |                                                                |                                                                |
| Neoburgo (2.ª creación, 1569-1685)                                  | Parte del Electorado de Baviera                                                 |                                                 |                                                 |                                                 |                                                                |                                                                |                                                                |                                                                |                                                                |                                                                |                                                                |                                                                | Landsberg (1604-1661)                                          | Kleeburg (1604-1718)                                           |                                                                |                                                                |                                                                |                                                                |                                                                |                                                                |                                                                |                                                                |                                                                |                                                                |                                                                |
| Neoburgo (2.ª creación, 1569-1685)                                  | Segundo Electorado Palatino, 1648-1777 (Línea Simmern, 2.ª creación, 1648-1685) |                                                 |                                                 |                                                 |                                                                |                                                                |                                                                |                                                                |                                                                |                                                                |                                                                |                                                                | Landsberg (1604-1661)                                          | Kleeburg (1604-1718)                                           |                                                                |                                                                |                                                                |                                                                |                                                                |                                                                |                                                                |                                                                |                                                                |                                                                |                                                                |
| Neoburgo (2.ª creación, 1569-1685)                                  | Zweibrücken -Birkenfeld -Gelnhausen (1654-1799)                                 |                                                 |                                                 |                                                 |                                                                |                                                                |                                                                |                                                                |                                                                |                                                                |                                                                |                                                                | Landsberg (1604-1661)                                          | Kleeburg (1604-1718)                                           |                                                                |                                                                |                                                                |                                                                |                                                                |                                                                |                                                                |                                                                |                                                                |                                                                |                                                                |
| Neoburgo (2.ª creación, 1569-1685)                                  | Zweibrücken (Línea Landsberg, 1661-1677)                                        |                                                 |                                                 |                                                 |                                                                |                                                                |                                                                |                                                                |                                                                |                                                                |                                                                |                                                                |                                                                | Kleeburg (1604-1718)                                           |                                                                |                                                                |                                                                |                                                                |                                                                |                                                                |                                                                |                                                                |                                                                |                                                                |                                                                |
| Neoburgo (2.ª creación, 1569-1685)                                  |                                                                                 |                                                 |                                                 |                                                 |                                                                |                                                                |                                                                |                                                                |                                                                |                                                                |                                                                |                                                                |                                                                | Kleeburg (1604-1718)                                           |                                                                |                                                                |                                                                |                                                                |                                                                |                                                                |                                                                |                                                                |                                                                |                                                                |                                                                |
| Neoburgo (2.ª creación, 1569-1685)                                  |                                                                                 |                                                 |                                                 |                                                 |                                                                |                                                                |                                                                |                                                                |                                                                |                                                                |                                                                |                                                                |                                                                | Kleeburg (1604-1718)                                           |                                                                |                                                                |                                                                |                                                                |                                                                |                                                                |                                                                |                                                                |                                                                |                                                                |                                                                |
| Neoburgo (2.ª creación, 1569-1685)                                  | Anexionado por Francia                                                          |                                                 |                                                 |                                                 |                                                                |                                                                |                                                                |                                                                |                                                                |                                                                |                                                                |                                                                |                                                                | Kleeburg (1604-1718)                                           |                                                                |                                                                |                                                                |                                                                |                                                                |                                                                |                                                                |                                                                |                                                                |                                                                |                                                                |
| Electorado Palatino (Línea Neoburgo, 1685-1742)                     | Electorado Palatino (Línea Neoburgo, 1685-1742)                                 | Electorado Palatino (Línea Neoburgo, 1685-1742) | Electorado Palatino (Línea Neoburgo, 1685-1742) | Electorado Palatino (Línea Neoburgo, 1685-1742) | Electorado Palatino (Línea Neoburgo, 1685-1742)                | Parte del Electorado Palatino (1685-1694)                      |                                                                |                                                                |                                                                |                                                                |                                                                |                                                                |                                                                | Kleeburg (1604-1718)                                           |                                                                |                                                                |                                                                |                                                                |                                                                |                                                                |                                                                |                                                                |                                                                |                                                                |                                                                |
| Electorado Palatino (Línea Neoburgo, 1685-1742)                     | Electorado Palatino (Línea Neoburgo, 1685-1742)                                 | Electorado Palatino (Línea Neoburgo, 1685-1742) | Electorado Palatino (Línea Neoburgo, 1685-1742) | Electorado Palatino (Línea Neoburgo, 1685-1742) | Electorado Palatino (Línea Neoburgo, 1685-1742)                | Parte del Electorado Palatino (1685-1694)                      | Zweibrücken (Línea Suecia Kleeburg, 1.ª creación, 1693-1718)   |                                                                |                                                                |                                                                |                                                                |                                                                |                                                                | Kleeburg (1604-1718)                                           |                                                                |                                                                |                                                                |                                                                |                                                                |                                                                |                                                                |                                                                |                                                                |                                                                |                                                                |
|                                                                     |                                                                                 |                                                 |                                                 |                                                 |                                                                |                                                                |                                                                |                                                                |                                                                |                                                                |                                                                |                                                                |                                                                | Kleeburg (1604-1718)                                           |                                                                |                                                                |                                                                |                                                                |                                                                |                                                                |                                                                |                                                                |                                                                |                                                                |                                                                |
| Zweibrücken (Línea Kleeburg, 2.ª creación, 1718-1731)               |                                                                                 |                                                 |                                                 |                                                 |                                                                |                                                                |                                                                |                                                                |                                                                |                                                                |                                                                |                                                                |                                                                |                                                                |                                                                |                                                                |                                                                |                                                                |                                                                |                                                                |                                                                |                                                                |                                                                |                                                                |                                                                |
| Zweibrücken (Línea Birkenfeld, 1731-1799)                           |                                                                                 |                                                 |                                                 |                                                 |                                                                |                                                                |                                                                |                                                                |                                                                |                                                                |                                                                |                                                                |                                                                |                                                                |                                                                |                                                                |                                                                |                                                                |                                                                |                                                                |                                                                |                                                                |                                                                |                                                                |                                                                |
| Electorado Palatino (Línea Sulzbach, 1742-1799)                     |                                                                                 |                                                 |                                                 |                                                 |                                                                |                                                                |                                                                |                                                                |                                                                |                                                                |                                                                |                                                                |                                                                |                                                                |                                                                |                                                                |                                                                |                                                                |                                                                |                                                                |                                                                |                                                                |                                                                |                                                                |                                                                |
| Electorado Palatino (Línea Zweibrücken, 1799-1803)                  |                                                                                 |                                                 |                                                 |                                                 |                                                                |                                                                |                                                                |                                                                |                                                                |                                                                |                                                                |                                                                |                                                                |                                                                |                                                                |                                                                |                                                                |                                                                |                                                                |                                                                |                                                                |                                                                |                                                                |                                                                |                                                                |

## Escudo de armas
En 1156, Conrado de Hohenstaufen, hermano del emperador Federico Barbarroja, se convirtió en conde palatino. El antiguo escudo de armas de la Casa de Hohenstaufen, el león único, se convirtió en el escudo de armas del Palatinado.
Por matrimonio, las armas del Palatinado también se cuartelaron con las de la Casa de Welf y más tarde con las de Wittelsbach. Las armas de Baviera se usaban con referencia a las posesiones del elector en Baviera. Esto se amplió al cuartelamiento del león y las armas bávaras tras la ascensión de Maximiliano I al cargo de elector del Palatinado en 1623, utilizadas simultáneamente con las armas mostradas. A partir de 1356, el orbe representó su posición como archimayordomo del Sacro Imperio Romano Germánico.
| |
| Escudo de armas del Palatinado antes de la Bula de oro de 1356, durante el reinado de los Hohenstaufen. |

|                                                         |
| Escudo de armas durante el gobierno de los Wittelsbach. |

|                             |
| Palatinado después de 1356. |

|                                    |
| Variante de las armas electorales. |

|                      |
| Gran escudo en 1707. |

## Legado

Escudo de Renania-Palatinado

En 1806, Baden fue elevada a Gran Ducado y partes del antiguo Palatinado, incluida Mannheim, pasaron a formar parte de él. En el Congreso de Viena de 1814 y 1815, las partes meridionales de la orilla izquierda del Palatinado fueron restauradas y ampliadas por mediatización (absorbiendo el antiguo Principado-Obispado de Espira, la Ciudad Imperial Libre de Espira y otras) hasta la nueva frontera con Francia, y entregadas (temporalmente) al Imperio austríaco de los Habsburgo-Lorena; después de este tiempo, fue esta nueva región la que se conoció principalmente como "el Palatinado". El Palatinado de la orilla derecha permaneció con Baden mientras que las partes septentrionales pasaron a formar parte de Prusia (Provincia del Rin) y Hesse (Hesse Renano).
En 1816, el Palatinado pasó a ser parte formal del Reino de Baviera (el Rheinkreis o Círculo del Rin) en un intercambio preestablecido por el Tirol, que Baviera devolvió a Austria. La mayor parte del área siguió siendo parte de Baviera hasta después de la Segunda Guerra Mundial (después de 1918, el Estado Libre de Baviera), y algunas partes occidentales pasaron a formar parte del Territorio de la Cuenca del Sarre después de la Primera Guerra Mundial.
En septiembre de 1946, el territorio pasó a formar parte del estado federal de Renania-Palatinado, junto con los antiguos territorios de la margen izquierda de Prusia (parte sur de la provincia del Rin, incluido el antiguo Principado de Birkenfeld, que había sido un enclave de Oldenburg hasta 1937, y partes occidentales de la provincia de Nassau y Hesse renana. El antiguo Territorio de la Cuenca del Sarre fue restablecido y ampliado para crear el Protectorado del Sarre francés, que regresó a Alemania en 1956 como el moderno estado de Sarre.